# Palácio Presidencial de Angola
O Palácio Presidencial de Angola é um edifício histórico do governo de Angola que funciona como local de trabalho do Presidente da República.

## História

### Período colonial
Foi construído em 1607/1611, inicialmente para servir a Câmara de Luanda. Entre 1621 e 1630 foi adaptado para funcionar como o Palácio do Governador-Geral, sob a administração colonial de Fernão de Sousa. Em 1761, na época do governo do Marquês de Pombal, o edifício foi quase completamente demolido e reconstruído no estilo pombalino. Manteve-se assim até aos anos 40 do século XX, quando recebeu uma reforma comandada pelo arquiteto Fernando Batalha. Foi ampliado, modernizado e unificado com o Palácio Episcopal e a Casa da Junta Real. Data desta remodelação a atual fachada classicizante.

### Pós-independência
Depois da independência de Angola, o palácio que até então tinha sido a sede do governo colonial, passou a ser a residência oficial do Presidente de Angola. Foi classificado e protegido pelo Despacho n.º 24, de 18 de Abril de 1995.

## Edifício na atualidade

### Enquadramento
O palácio situa-se próximo dos Jardins da Cidade Alta. É ladeado pelo Palácio Episcopal e pela Igreja de Jesus. No Largo do Palácio situa-se ainda o edifício do Ministério da Justiça, imediatamente a norte do conjunto do Colégio do Santíssimo Nome de Jesus e Seminário de Luanda. 

### Estrutura
O palácio possui uma fachada neoclássica, com uma arcada saliente e frontão triangular. O interior inclui várias salas em que se realizam cerimónias oficiais, destacando-se o salão nobre, usado para as tomadas de posse do executivo. Nas traseiras do edifício existe outra arcada com uma escadaria que leva aos jardins, onde se situa uma piscina.